# Pomnik Zgody w Raciborzu
Pomnik Zgody w Raciborzu (znany również jako Statua Zgody) – murowana kapliczka w Raciborzu w kształcie dwukondygnacyjnego słupa z repliką figury św. Jana Nepomucena, położona w pobliżu tzw. nerki, czyli ronda ósemkowego ulic Kozielskiej, Reymonta, Londzina, Mariańskiej, Głubczyckiej i Mikołaja, najbliżej ulicy Mikołaja oraz Głubczyckiej, stanowiącej część drogi krajowej nr 45. Upamiętnia zawarcie zgody pomiędzy biskupem wrocławskim Tomaszem II a księciem Henrykiem IV.

## Konflikt księcia z biskupem
Głównym przedmiotem trwającego 16 lat konfliktu pomiędzy księciem wrocławskim Henrykiem IV Probusem a biskupem wrocławskim Tomaszem II, który stanowi ważny epizod w historii Raciborza i całego Śląska, było zajęcie przez Kościół terenów de facto należących do Henryka IV. Konflikt pomiędzy stronami coraz bardziej się zaostrzał, w 1284 r. doszło nawet do rzucenia klątwy na księcia przez Tomasza II i obłożenia interdyktem całego jego księstwa. Wreszcie spór przerodził się w otwarty konflikt zbrojny. Nieprzejednany dotąd biskup zmuszony został do opuszczenia Wrocławia. Początkowo udał się do swych posiadłości nysko-otmuchowskich, by następnie w 1285 r. znaleźć schronienie u Przemysława raciborskiego. W Raciborzu, otoczony przez armię Henryka w 1287 r., ostatecznie uległ i 24 sierpnia udał się do jego namiotu, gdzie podobno obaj błaganiem na klęczkach sobie przebaczyli.

## Charakterystyka
Tradycja przekazana przez Jana Długosza mówi, iż pomnik Zgody stanął dokładnie w miejscu pojednania między Henrykiem a Tomaszem. Pierwotnie zgodę upamiętniała niewielka budowla z obrazem, która rozpadła się w XVIII stuleciu. W XIX wieku w miejscu zawarcia zgody ponownie ustawiono stojącą w tym miejscu do dziś statuę, obraz zastępując figurką św. Jana Nepomucena. Jest to murowany z cegły, otynkowany, dwukondygnacyjny słup na rzucie kwadratu. Część dolna posiada nacięte narożniki i jest zamknięta gzymsem, w części górnej znajduje się wymieniona już figurka (ściślej – jej kopia, gdyż oryginał przeniesiono do lokalnego muzeum) nakryta daszkiem namiotowym z czerwoną dachówką. Całość zwieńczona jest niewielkim krzyżem na szczycie dachu. W 1994 r. pomnik został odremontowany. 11 grudnia 2010 r. przeniesiono go kilkanaście metrów dalej od ulicy, jako że narażony był na zderzenia z pojazdami.